# Tre Bussey
Tre Bussey (ur. 13 listopada 1991 w Atlancie) – amerykański koszykarz występujący na pozycji rzucającego obrońcy.
7 sierpnia 2018 został zawodnikiem Polpharmy Starogard Gdański.
8 grudnia 2019 dołączył do katarskiego Al Gharafa Doha.
5 marca 2020 dołączył do cypryjskiego Petrolina AEK Larnaca. 4 lipca zawarł umowę z Anwilem  Włocławek. 12 października opuścił klub. Cztery dni później podpisał kontrakt z Kingiem Szczecin. 28 października został zwolniony. 

## Osiągnięcia
Stan na 7 listopada 2020, na podstawie, o ile nie zaznaczono inaczej.
NCAA
- Zaliczony do III składu All-SoCon (2014)

Drużynowe
- Brązowy medalista mistrzostw Cypru (2017)
- Finalista Superpucharu Polski (2020)[10]

Indywidualne
- Uczestnik konkursu rzutów za 3 punkty EBL (2019)[11]